# Kvarteret Stora Katrineberg

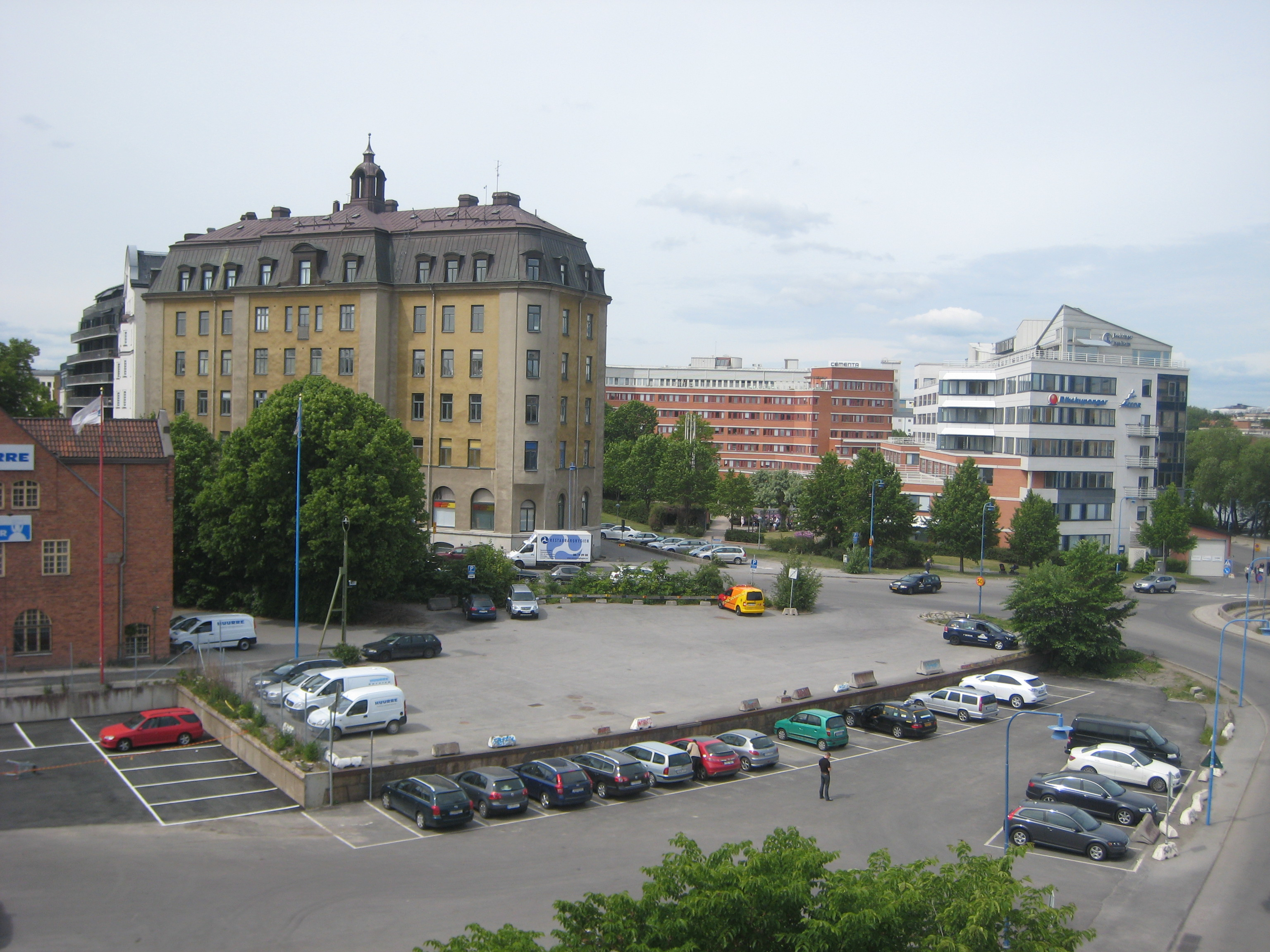
Kvarteret Stora Katrineberg med före detta Liljeholmens municipalhus (t.v.) och Point Liljeholmen (t.h.).

Kvarteret Stora Katrineberg är ett industri- och kontorskvarter på Lövholmen i stadsdelen Liljeholmen, Stockholms kommun. Kvarteret omges av Mejerivägen i väster, Liljeholmsstranden i norr och Liljeholmsvägen i öster och söder. Kvarteret består idag av fem fastigheter: Stora Katrineberg 1, 8, 10, 16 och 19. Äldsta byggnad i kvarteret är Stora Katrinebergs gård från 1770-talet, som även namngav kvarteret. 

## Historik

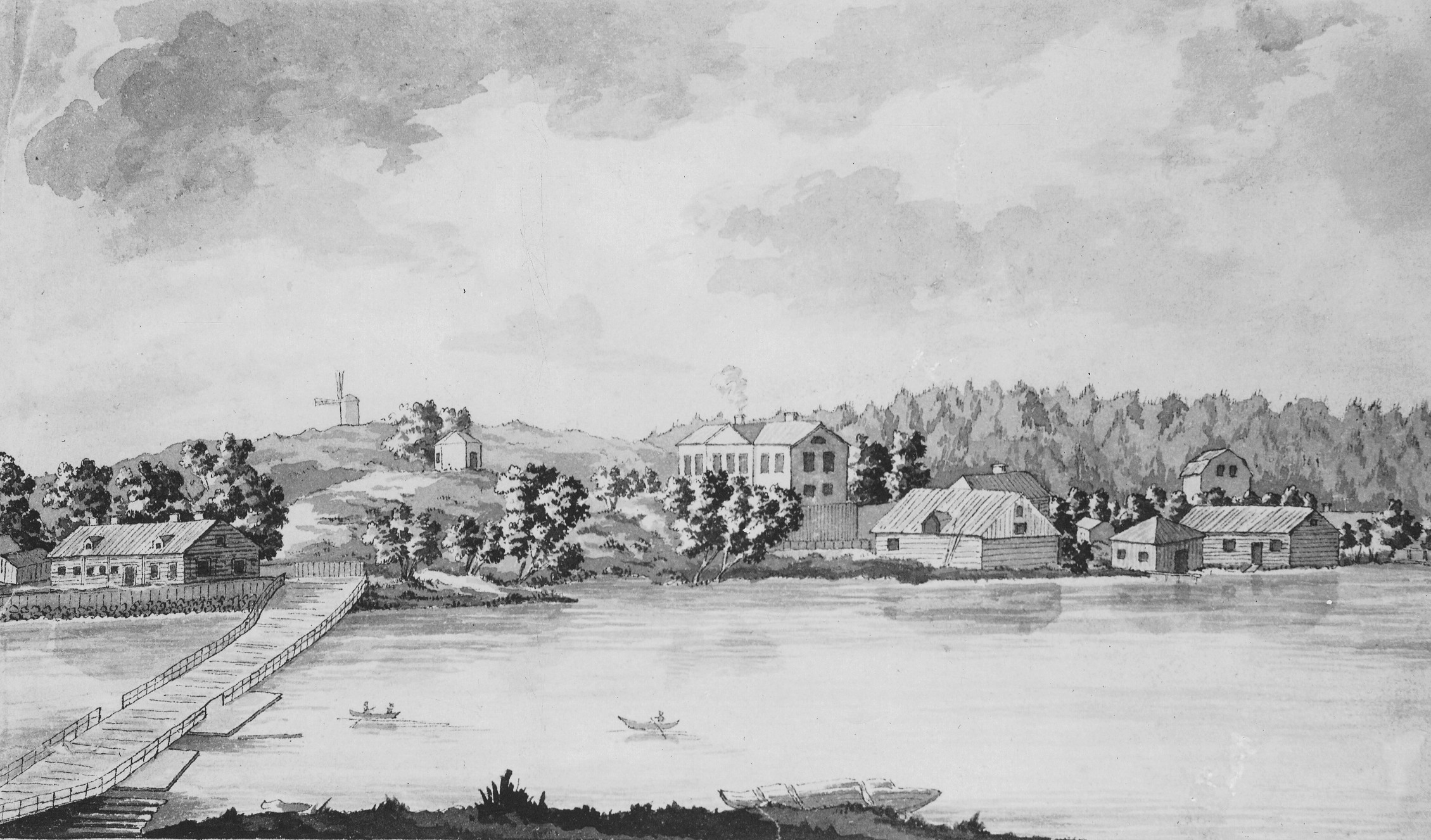
Stora Katrinebergs gård sedd från Hornstull med gamla flottbron och väderkvarnen på Liljeholmsberget, 1830-tal.

### Stora Katrinebergs gård
I kvarterets mitt ligger fortfarande Stora Katrinebergs gård, ett sommarnöje byggt på 1770-talet, tillhörigt Brännkyrka socken. År 1822 köpte brukspatronen Carl Östberg gården. Under Östbergs tid brukade Karl XIV Johan stanna till vid Katrineberg för att göra toalett innan han genom Hornstull gjorde entre i staden. Carl Östberg avled på sitt sommarställe 1842 och gården ärvdes då av hans dotter Emelie Östberg, gift Sehmann.
I slutet av 1870-talet hade området runt Liljeholmen, Lövholmen, Stora Katrineberg och intilliggande egendomar blivit väldigt attraktivt för tomtexploatörer. Som bakgrund till detta fanns västra stambanan, som år 1860 dragits förbi Liljeholmen in mot Stockholm. En av de första att försöka förmå ägaren till Stora Katrineberg att stycka av delar av egendomen för försäljning var den självlärde "stadsplaneraren" Charles J Smith (alias Carl Johan Andersson). Han hade redan tidigare tillsammans med greve Erik Josias Sparre styckat upp delar av dennes egendom Årsta med mycket (ekonomiskt) lyckat resultat. Nu kom det i alla fall dröja till 1890-talet innan någon exploatering av Stora Katrineberg skulle ske, och då under den nya ägaren Johan Albert Amundson.

### Bilder, Stora Katrinebergs gård

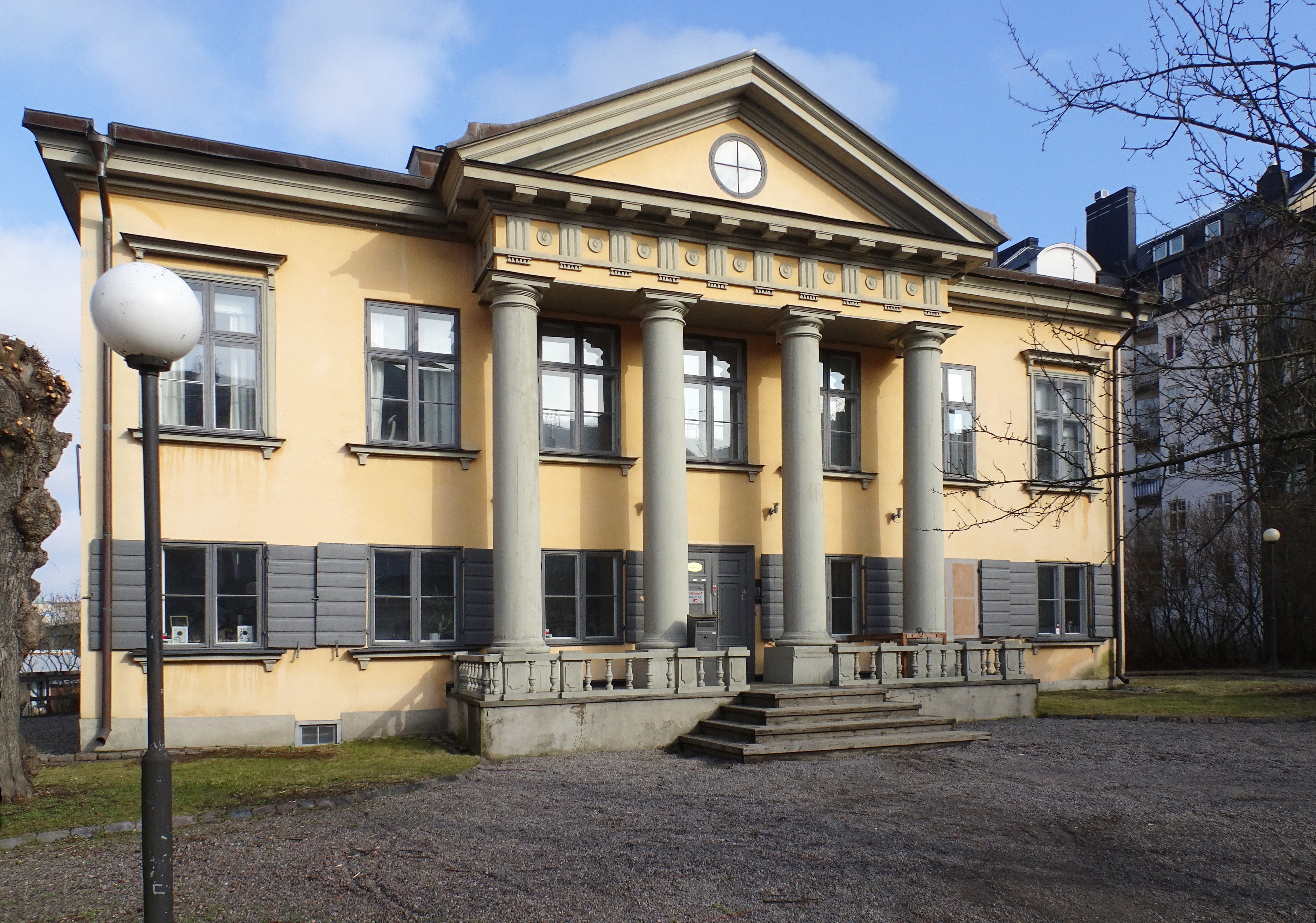
Huvudbyggnaden, fasad mot väster.
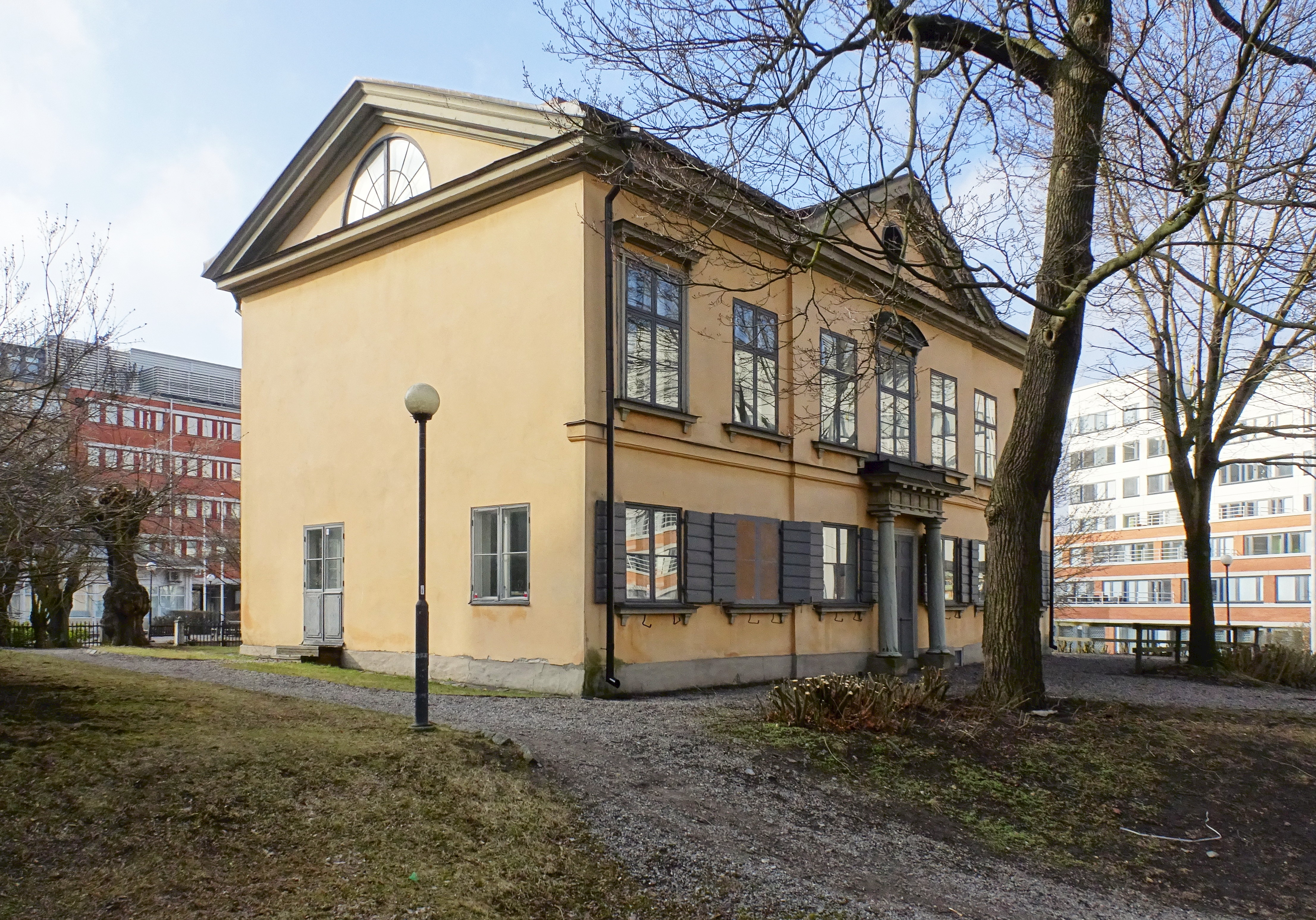
Huvudbyggnaden, fasad mot öster.
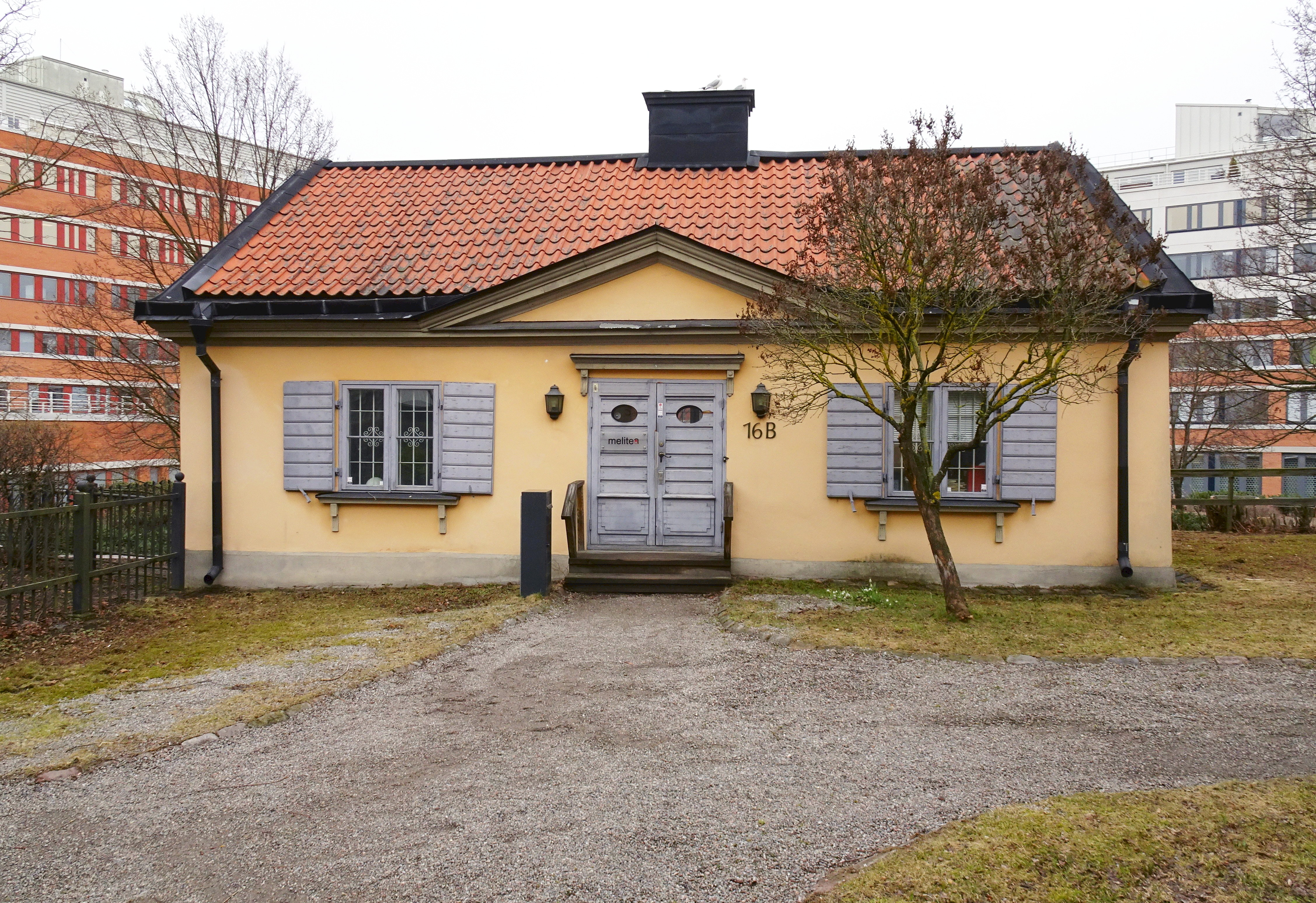
Norra flygeln.
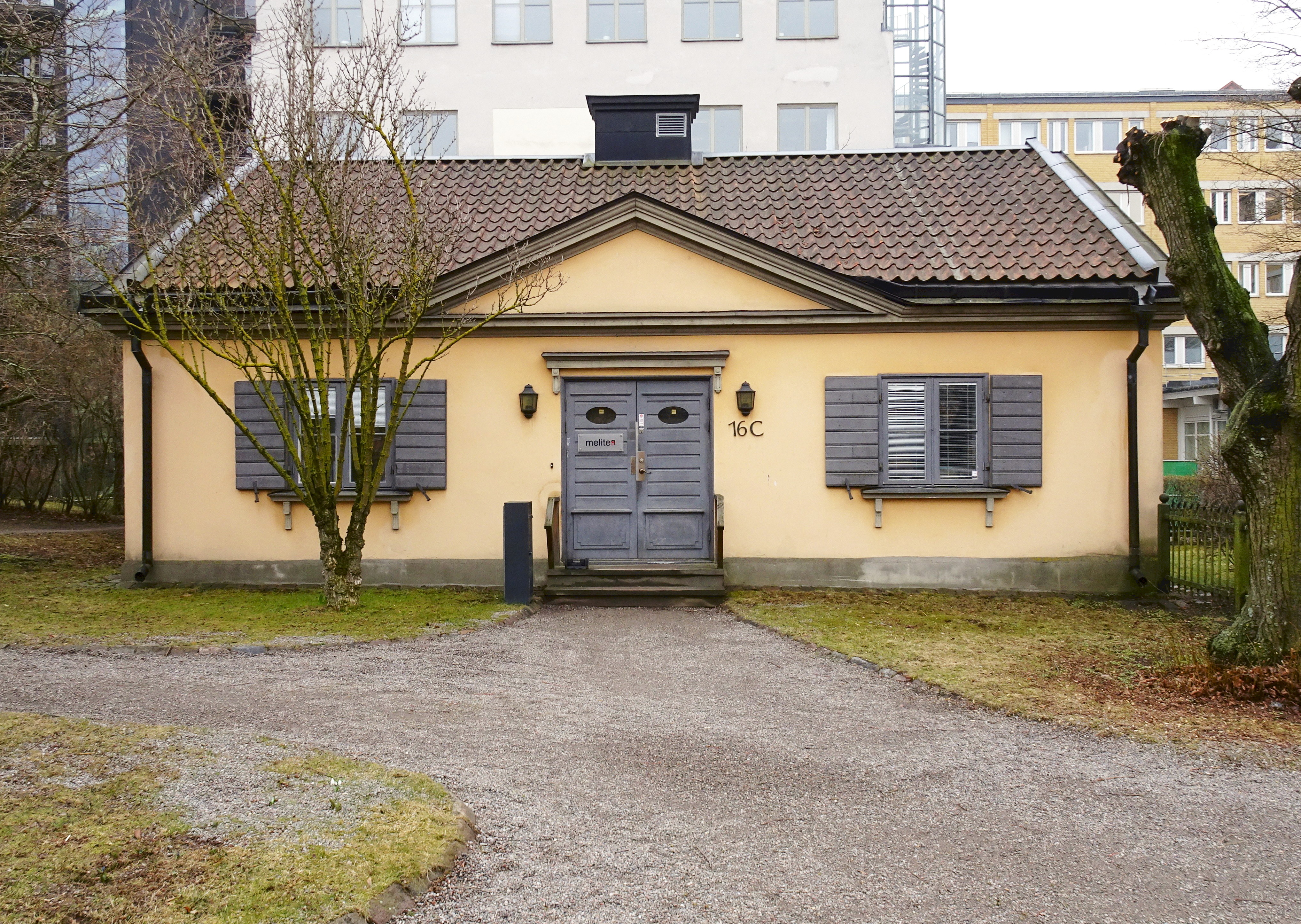
Södra flygeln.

### Kvarteret Stora Katrineberg

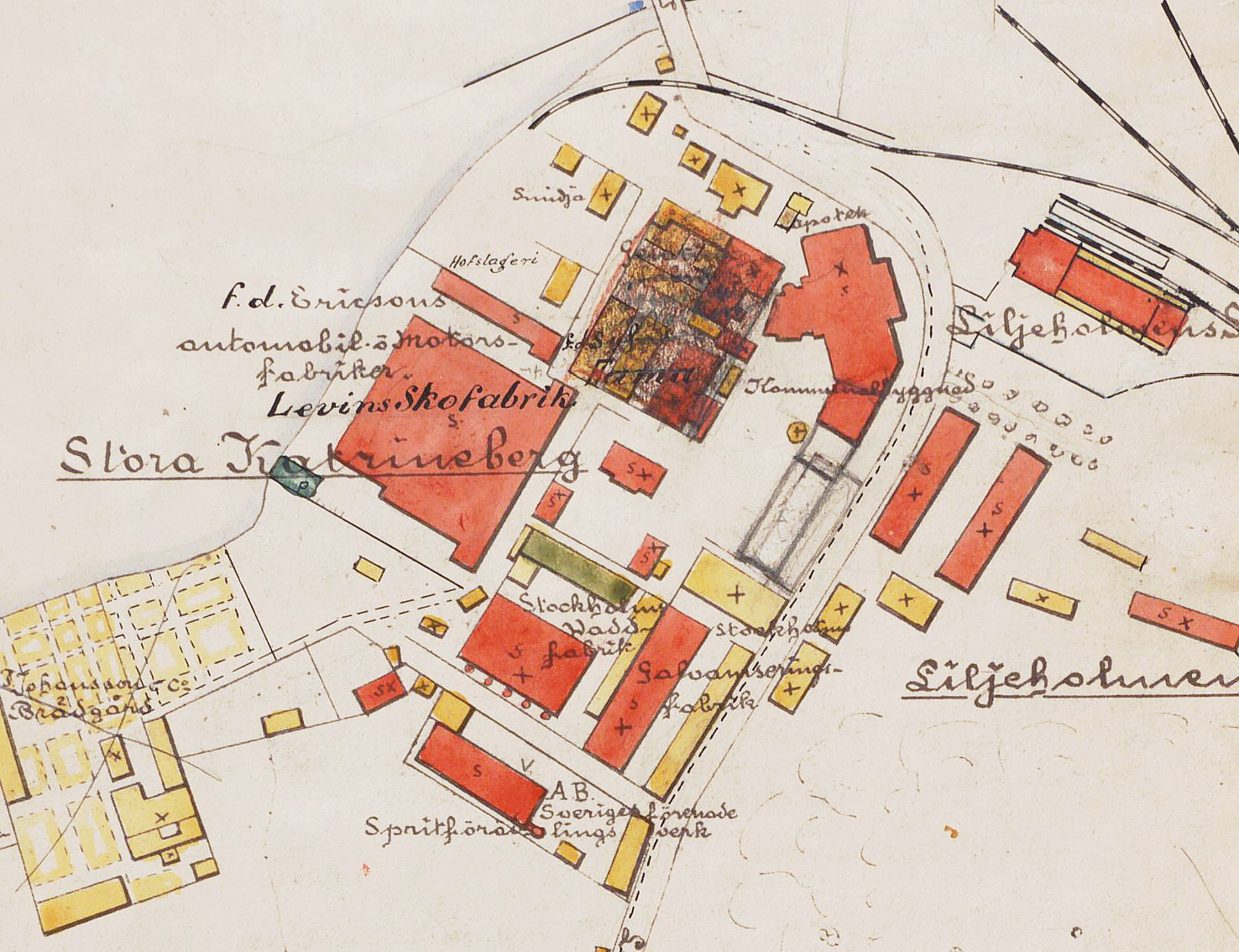
Kvarteret 1905, röda byggnader är stenhus, gula byggda av trä.

Den del av egendomen som närmast själva gården kom också att bli den tätast exploaterades. Den första industrin, en gelatinfabrik, flyttade dit 1892. Stockholms Galvaniseringsfabrik etablerade sig med början 1895 i kvarteret. Galvanfabriken var en farlig arbetsplats och skulle under årens lopp kräva åtskilliga arbetares liv och hälsa. Sveriges förenade spritförädlingsverk och Stockholms Vaddfabrik var ytterligare industrier som inom kort uppfört sina anläggningar inom kvarteret. 
Liljeholmens Tryckeri startade sin verksamhet 1880 och låg ursprungligen på Stora Katrinebergs ägor, nära dåvarande flottbrons brofäste. Till tryckeriets kunder hörde bland annat Liljeholmens företagare. När den första fasta broförbindelsen planerades kring 1910 tvingades tryckeriet flytta till lokaler till spårvägarnas vagnhallarna vid Brännkyrkagatan / Ringvägen. 1923 flyttade Liljeholmens Tryckeri till Hornsgatan 145 och 1936 till sin sista adress på Brännkyrkagatan 27, där verksamheten fanns kvar till slutet av 1990-talet. Kvarteret Tryckeriet har dock inte sitt namn efter detta tryckeri utan efter ett av Sveriges Litografiska Tryckerier planerat men inte utfört tryckeri- och kontorskomplex.
I början av seklet växte några 5-vånings hyreskaserner upp här. Den mest påkostade av dessa uppfördes 1904-1906 vid Liljeholmsvägen 8–12 som även fungerade som kommunalhus. Beställare var Liljeholmens municipalsamhälle som anlitade arkitektkontoret Dorph & Höög att rita huset. Dorph & Höög stod för många liknande byggnader i Stockholms innerstad. I den stora byggnaden rymdes förutom bostäder även pastorsexpedition, distriktsläkare, polisstation, apotek och barnmorska.

### En ovanlig industri

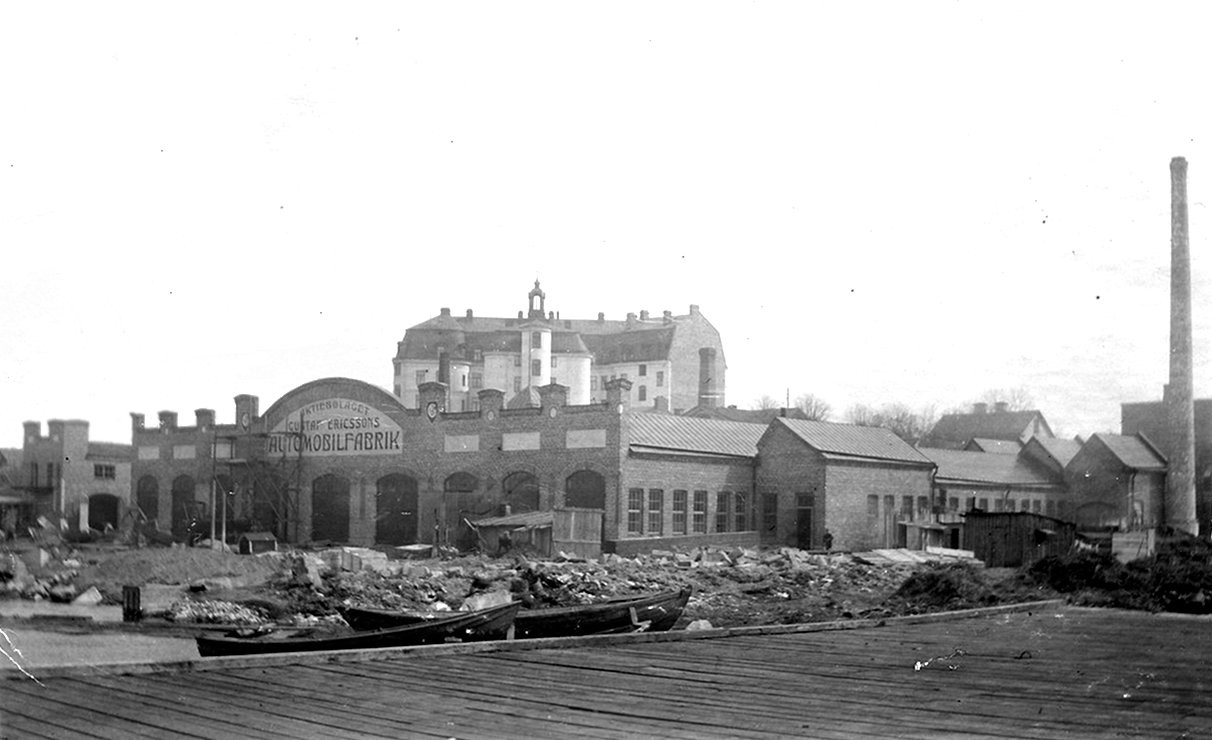
Gustaf Ericsson Automobilfabrik 1907

Vid vattnet, nedanför det egentliga kvarteret låg det lilla Liljeholmsvarvet mellan 1893 och 1904. På platsen skulle sedan en för tiden ovanlig industri anläggas. AB Gustaf Ericssons Automobilfabrik startades, som namnet antyder, av Gustaf Ericsson (son till Lars Magnus Ericsson). År 1907 etablerade han en fabrik med 200 anställda för att tillverka bilar, motorbåtar och motorer. Vid en utställning samma år kunde man visa upp Sveriges första 6-cylindriga bil. Efter några få år fick fabriken ekonomiska problem och tillverkningen lades ned. Den gamla bilfabriken skulle sedan nyttjas av bland annat AB Svenska Maskinverken (f.d. AB Frank Hirschs Maskiner), AB Stockholms Ångtvätt och Levins skofabrik. Det senare företaget skulle sedan namnge kvarteret (Kvarteret Skofabriken).

### Omvandling till kontorskvarter
På 1960- och 1970-talet var stora delar av bebyggelsen i Liljeholmen nedgången, varför också det mesta kom att rivas. Kvarteren Stora Katrineberg och Skofabriken kvarstod länge med sin intakta bebyggelse från slutet av 1800-talet. Även Stockholms Vaddfabriks gamla fabriksbyggnad fanns kvar i kvarterets sydvästra del. Trots önskemål från Stadsmuseet i Stockholm om att bevara hela, eller delar av kvarteret intakt så revs det mesta i början av 1980-talet till förmån för ett nytt kontorskomplex. Här på fastigheten Stora Katrineberg 16 uppfördes sedermera bland annat kontorshuset Point Liljeholmen, ritad av Wåhlin Arkitekter. I samband med detta blev kvarteret Skofabriken en del av kvarteret Stora Katrineberg. 
Kvar blev dock de gamla hyreshusen vid Liljeholmsvägen, Stora Katrinebergs gård med sina båda flyglar, samt tre äldre industribyggnader. En av dessa revs i början av 1990-talet. Vintern 2003/2004 revs en annan äldre byggnad, ursprungligen fabrik för AB Sveriges förenade spritförädlingsverk, senare Liljeholmens mejeri. Idag finns således inte mycket kvar av den tidigare bebyggelsen. Bostadshuset Stora Katrineberg 19 uppfördes 2009 i anslutning till de två bevarade äldre bostadshusen. Byggnaden ritades av arkitektbyrån Kjellander och Sjöberg och nominerades 2010 till Årets Stockholmsbyggnad.

### Bilder, övriga byggnader

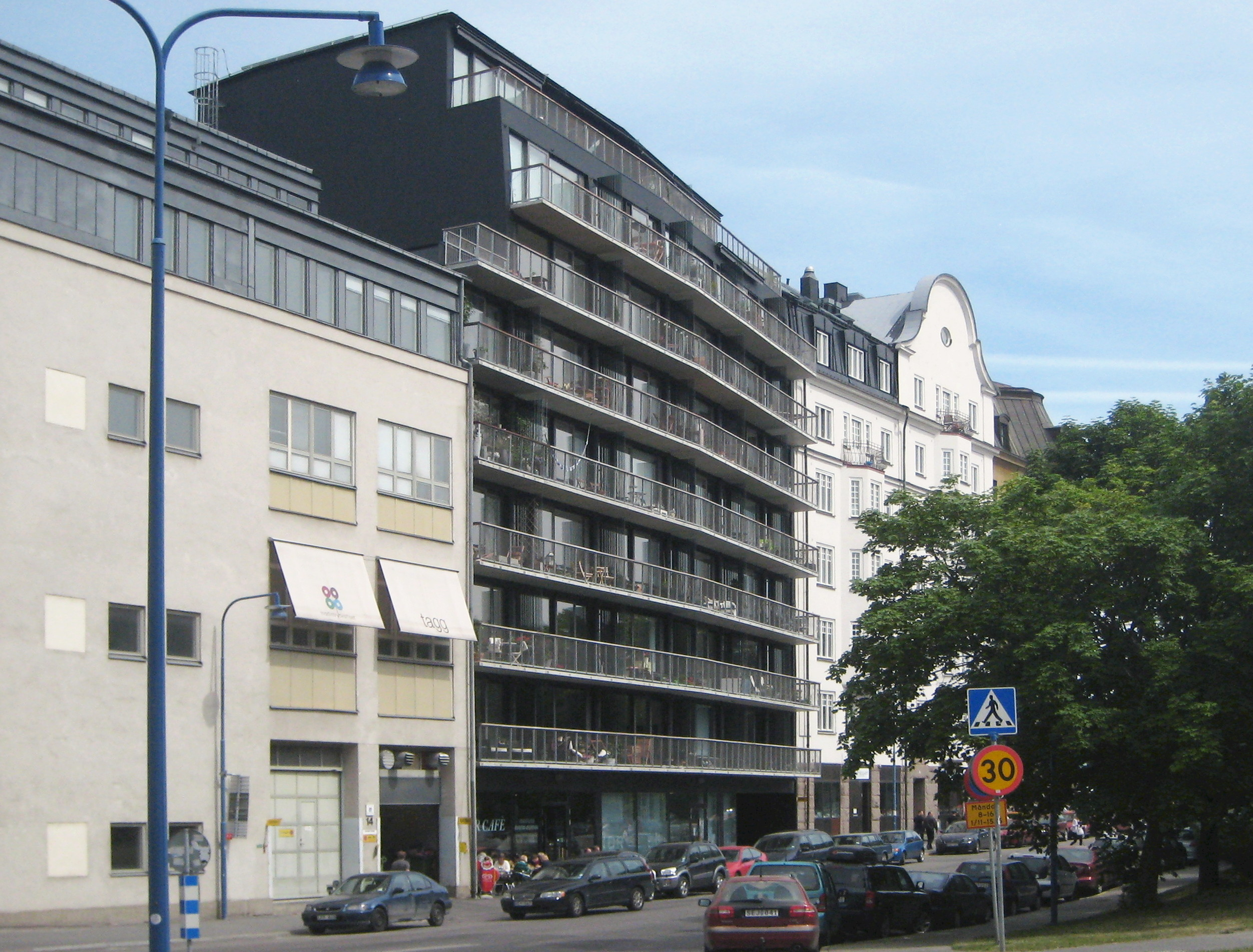
Nya bostadshus bredvid ett av de äldre husen.
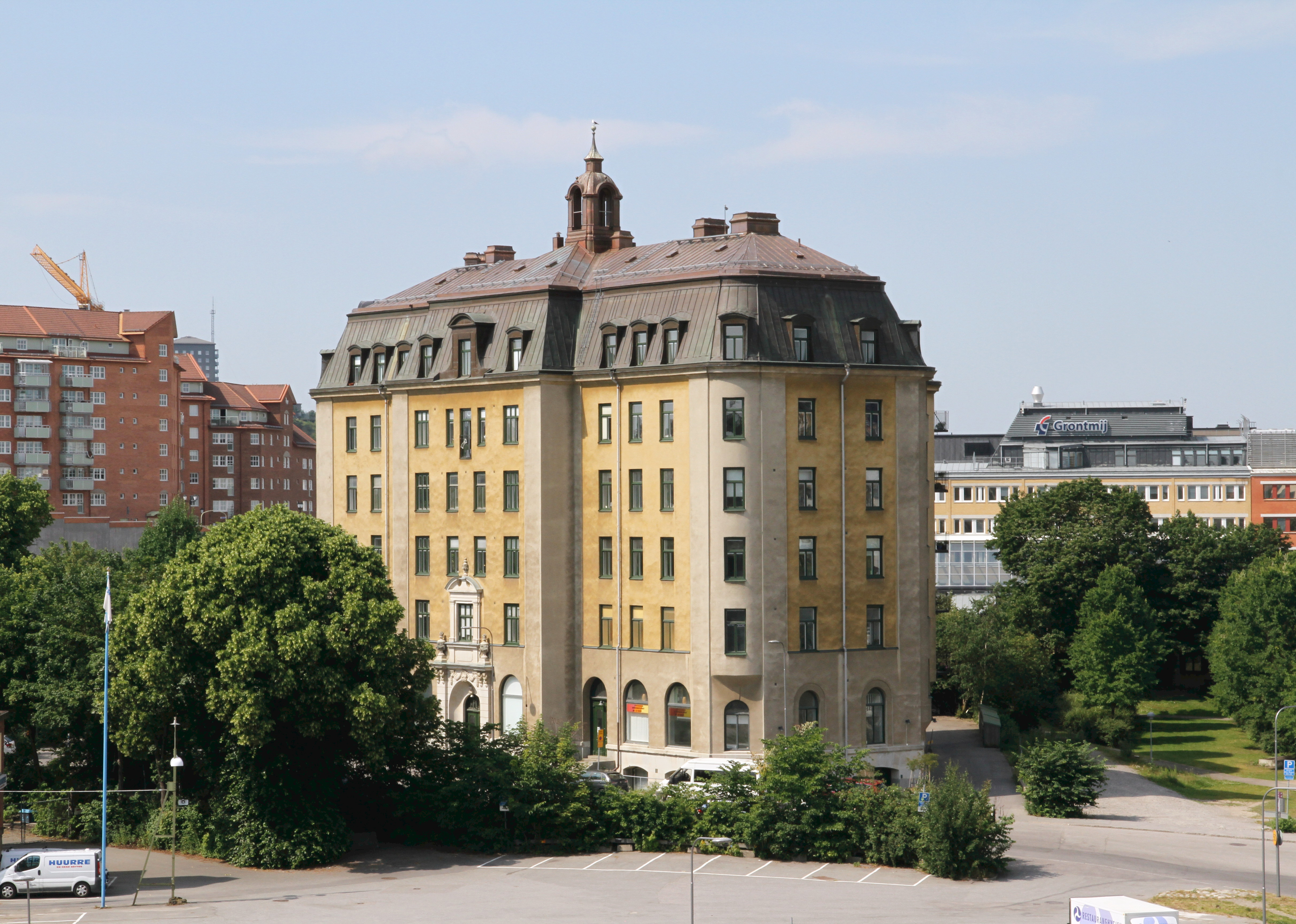
Före detta Liljeholmens municipalhus, arkitekt Dorph & Höög.
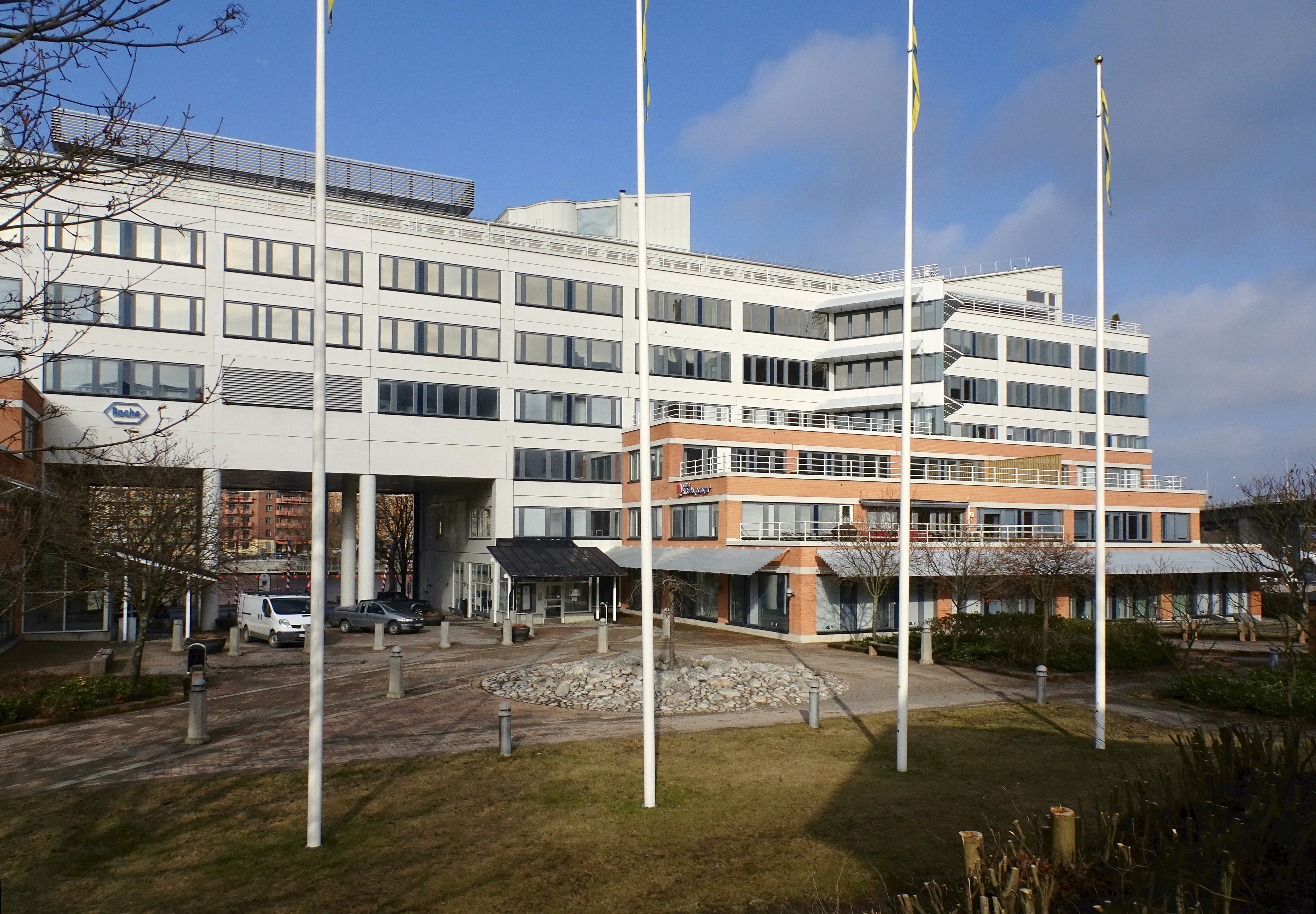
Point Liljeholmen.
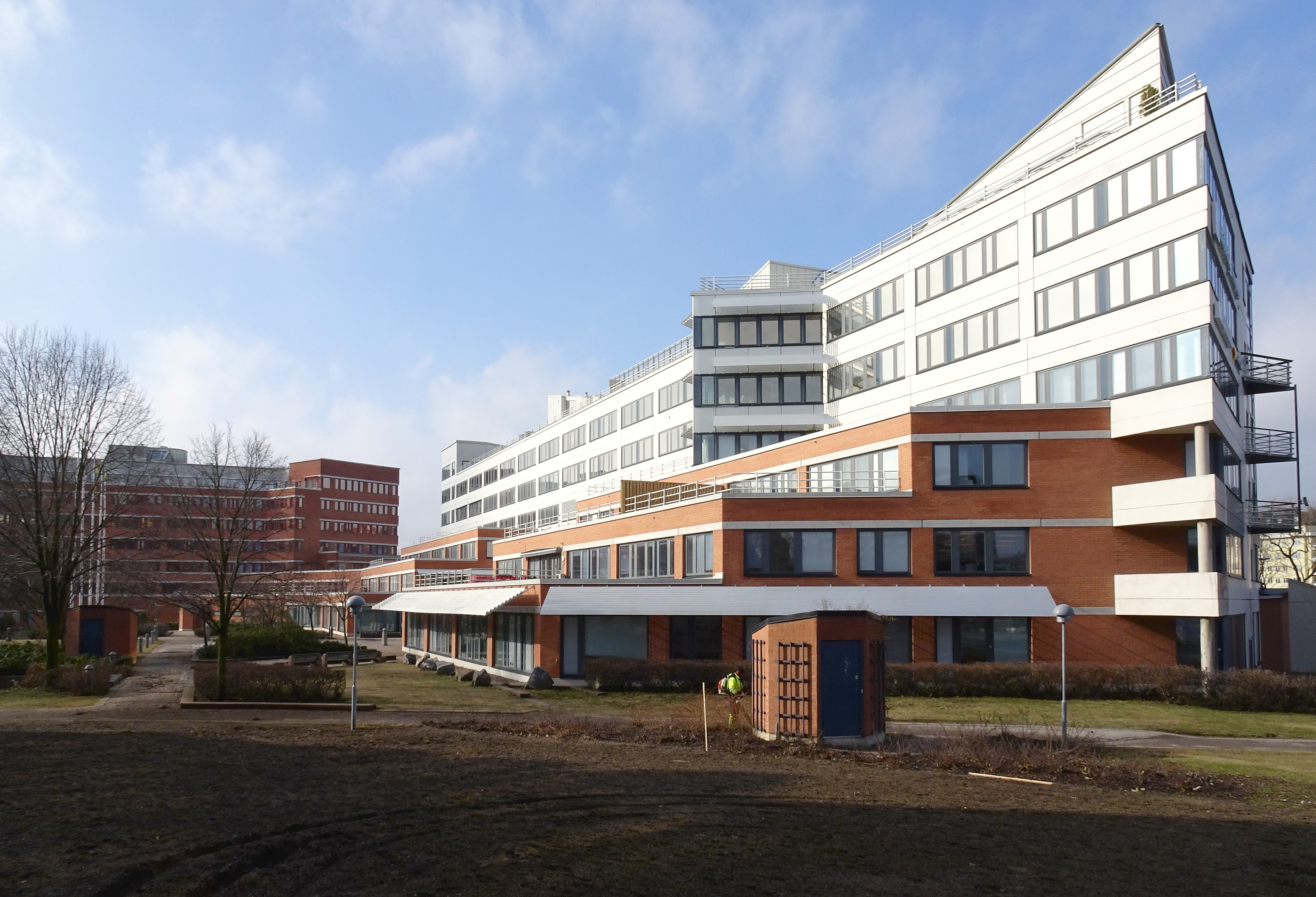
Point Liljeholmen.